# Nematus torneensis
Nematus torneensis är en stekelart som först beskrevs av René Malaise 1920.  Nematus torneensis ingår i släktet Nematus, och familjen bladsteklar. Arten är reproducerande i Sverige.